# Menjamel d'arracades
El menjamel d'arracades (Anthochaera carunculata) és una espècie d'ocell de la família dels melifàgids (Meliphagidae) que habita boscos poc densos i ciutats del sud d'Austràlia, en Austràlia Occidental, Austràlia Meridional, Victòria, sud i est de Nova Gal·les del Sud i sud-est de Queensland.